# Модель мобильности НАТО
Модель мобильности НАТО (англ. NATO Reference Mobility Model (NRMM)) — рассчётная модель, позволяющая штабам НАТО прогнозировать оперативную и тактическую мобильность военной техники на поле боя, а также оптимизировать решение логистических задач. Модель представляет собой совокупность уравнений и алгоритмов для моделирования движения транспортных средств в условияхх пересечённой местности.

## История
Разработанная в 1970—1990 годах NRMM использовала эмпирические зависимости и базировалась на измерениях параметров глубинной структуры почвы. Её архаичность вынудила Организацию НАТО по вопросам науки и технологий (STO) в 2016—2018 годы провести исследования по разработке нового поколения модели мобильности Next-Generation NRMM (NG-NRMM).
В завершение её создания в сентябре 2018 г. в исследовательском центре Мичиганского технологического университета (США) Michigan Tech’s Keweenaw Research Center (KRC) была проведена соответствующая технологическая демонстрация (CDT).
Результаты тестов показали, что в сравнении с прежним поколением модели (NRMM2) NG-NRMM позволяет в 12 раз снизить среднюю ошибку прогноза пройденной дистанции за заданное время, а также даёт в 6 раз меньшую среднюю погрешность прогнозированной скорости движения транспортного средства.
По результатам тестов принято решение о разработке стандарта НАТО в отношении NG-NRMM и сопутствующих технологий, связанных с её применением. Соответствующий документ в виде стандартизированных рекомендаций получил название STANREC 4813 Ed.1 и включает наставление НАТО AMSP-06 Ed.A «Guidance for M&S Standards applicable to the Development of Next Generation of NATO Reference Mobility Model (NG-NRMM)».

## Архитектура NG-NRMM
Библиотека моделей симуляции NG-NRMM представляет собой совокупность 3D-моделей, которые применяются как аналитический инструмент планирования передвижения техники на местности для бригадного и батальонного штабов, а также позволяет оптимизировать дизайн транспортного средства на этапе его разработки. Модель применима также для прогнозирования мобильности безэкипажных платформ.
Ключевые элементы архитектуры NG-NRMM :
1. модуль динамики движения транспортного средства,
2. модуль оценки эффективности преодоления препятствий,
3. модуль прогнозирования.

В качестве исходных данных в NG-NRMM используют:
- операционные сценарии,
- воздушные фотоснимки высокого разрешения,
- информацию наземных лидаров,
- данные лабораторных измерений параметров почвы на трассе движения,
- цифровые карты местности (детерминистские и стохастические с индикацией уровня достоверности),
- физические данные от бортовых датчиков машин,
- сведения о типе и состоянии двигателя

и др.